# Cal putere
Un cal-putere, prescurtat CP (foarte rar C.P.) este o unitate de măsură pentru putere, presupusă a fi egală cu puterea mecanică pe care este capabil s-o furnizeze un cal. Calul putere se utilizează uneori pentru a specifica puterea motoarelor termice sau electrice. În contextul motoarelor termice, se utilizează ca unitate de măsură pentru energie calul putere oră.
Calul putere nu face parte din Sistemul Internațional.

## Istoric
Noțiunea de cal-putere a fost introdusă de inventatorul scoțian James Watt, astfel că povestea nașterii acestei unități de măsură se raportează la sistemul englezesc de unități. Valoarea unui cal-putere a fost stabilită după ce Watt a efectuat o serie de experimente în care aceste animale de tracțiune (poneii) ridicau diverse cantități de cărbune. Inițial, Watt a stabilit că, în medie, un ponei era capabil să ridice 220 de livre de cărbune pe o distanță de 100 picioare într-un minut (22 000 ft·lbf/min).
Watt nu a fost mulțumit de această valoare, considerând-o prea mică. El era convins că un cal de constituție medie putea sa dezvolte mai mult decât o indicau calculele și experimentele de până atunci. În 1782 el a determinat că un cal poate învârti o roată de acționare a unei mori de 144 de ori în timp de o oră, adică de 2,4 ori pe minut. Roata avea o rază de 12 picioare, iar forța de tracțiune a calului a fost estimată la 180 de livre. Astfel, puterea calului a fost estimată la:
{\displaystyle P={\frac {W}{t}}={\frac {Fd}{t}}={\frac {(180{\text{ lbf}})(2,4\times 2\pi \times 12{\text{ ft}})}{1{\text{ min}}}}=32572\ {\frac {{\text{ft}}\cdot {\text{lbf}}}{\text{min}}}}
Această valoare a fost rotunjită la 33 000 ft·lbf/min. și standardizată de James Watt and Matthew Boulton în anul următor.

## Definiție

### În sistemul anglo-saxon
Pe baza valorii stabilite de Watt, a accelerației gravitaționale de gn=9.80665 m/s2 stabilită de a treia Conferință Generală de Măsuri și Greutăți din (1901, CR 70) și a livrei internaționale (1959), definirea calului-putere anglo-saxon (notat în literatura română cu HP - din engleză Horse Power - pentru a se deosebi de cel metric, CP) este:
| 1 HP | ≡ 33 000 ft·lbf/min              | prin definiție | prin definiție | prin definiție                        |
|      | = 550 ft·lbf/s                   | deoarece       | 1 min          | = 60 s                                |
|      | = 550×0,3048×0,453592376 m·kgf/s | deoarece       | 1 ft           | = 0,3048 m și                         |
|      | = 76,0402259128 kgf·m/s          |                | 1 lb           | = 0,453592376 kg                      |
|      | = 76,0402259128×9,80665 kg·m2/s3 |                | g              | = 9,80665 m/s2                        |
|      | = 745,699881448 W                | deoarece       | 1 W            | ≡ 1 J/s = 1 N·m/s = 1 (kg·m/s2)·(m/s) |
Rotunjit, 1 HP ≈ 745,7 W ≈ 746 W

### În sistemul metric
Definiția în sistemului metric este puterea dezvoltată pentru a ridica un corp de 75 kg la înălțimea de un metru, în timp de o secundă, rezultând:
{\displaystyle 1\,CP={\frac {75\,kg\times 9,80665\,m/s^{2}\times 1\,m}{1\,s}}=735,49875\,W}
Rotunjit, 1 CP ≈ 735,5 W ≈ 736 W